# Henry Field (Leichtathlet)
Henry Field (Henry Walker Field; * 14. November 1878 in Slater, Missouri; † 23. Oktober 1944 in Marshall, Missouri) war ein US-amerikanischer Weitspringer.
Bei den Olympischen Spielen 1904 in St. Louis wurde er Vierter im Standweitsprung.